# Пейненбюрг, Йоханнес
Йоханнес Баптист Нобертюс Пейненбюрг (нидерл. Johannes Baptist Nobertus Pijnenburg, 15 февраля 1906 — 2 декабря 1979) — нидерландский велогонщик, призёр Олимпийских игр. При регистрации брака сказал, что его настоящая фамилия — Пейненборг (нидерл. Pijnenborg), однако он стал настолько известен как «Пейненбюрг», что предпочёл сменить фамилию.

## Биография
Родился в 1906 году в Тилбурге. В 1928 году на Олимпийских играх в Амстердаме завоевал серебряную медаль в командной гонке преследования. Впоследствии перешёл в профессионалы, 4 раза становился чемпионом Нидерландов.
В 1940 году завершил спортивную карьеру. Впоследствии содержал ресторан в Тилбурге.